# 台北捷運321型電聯車
台北捷運321型電聯車，簡稱C321型電聯車，是台北捷運營運的直流通勤型電聯車，屬於高運量類型車種，目前服務於板南線。

## 概要

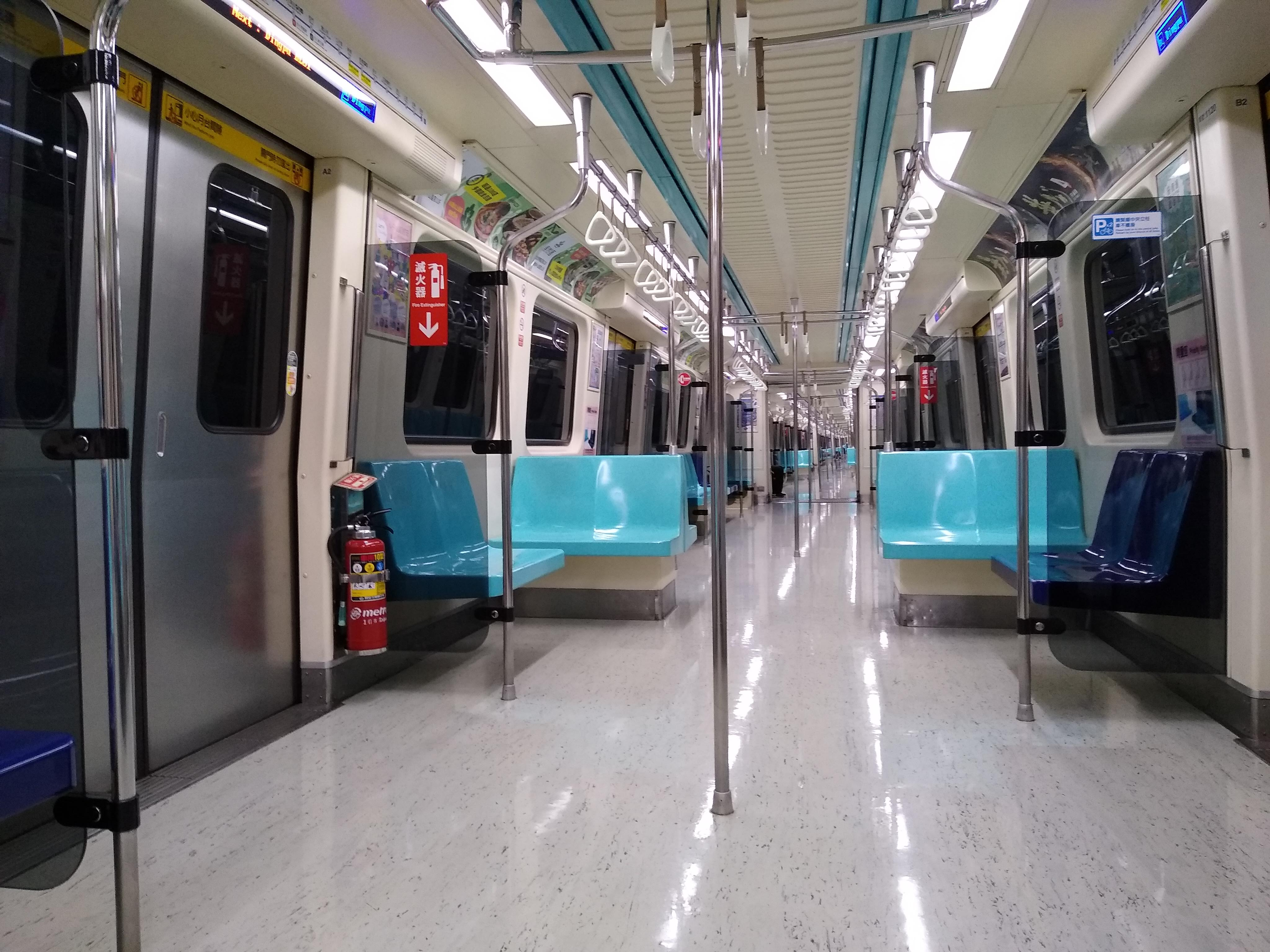
車廂內部

這款車經由德國西門子公司製造，成為台北捷運高運量第二代車種，共有72組（36列），合計216輛，行駛板南線。
生產過程中，由於廠商未履行合約，車體材質強度一度不符合製造規範，導致列車接受側撞測試時出現永久變形。之後西門子追加材料以提高耐撞強度，使得321型出廠後較301型來得重，而車身稜角亦較為方正，反光較無其他車型明顯。車頭端面部分，FRP面板底色為全白色，有別於川崎301型、371型所採之灰色。開門指示燈也由301型的圓形改為方形。
2014年，更新列車車載通訊系統，「車頭目的地」、「車側目的地」、「車內到站顯示器（可顯示時間及列車到站開門方向）」、「緊急對講機」。

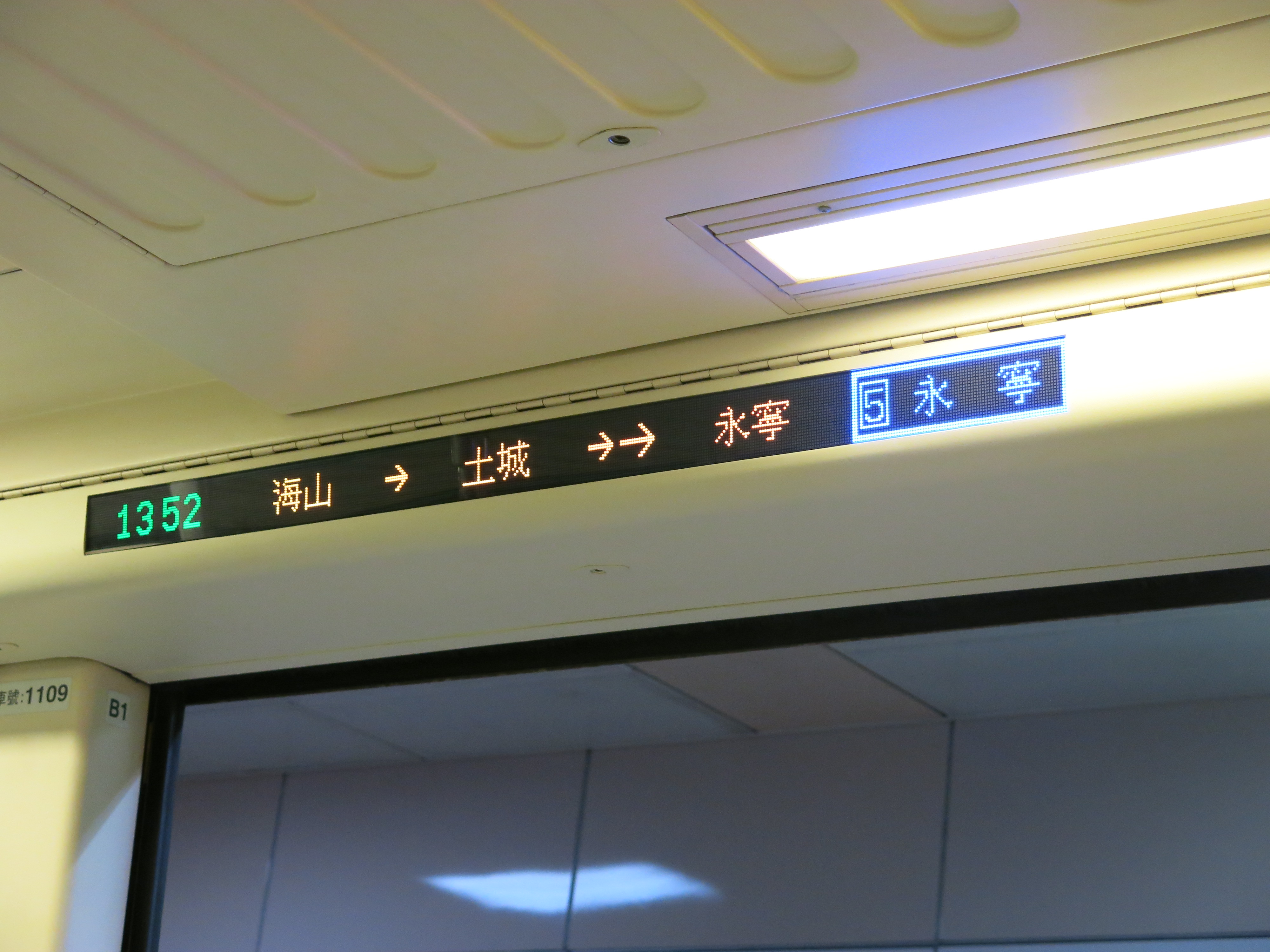
321型更新後的車內顯示器

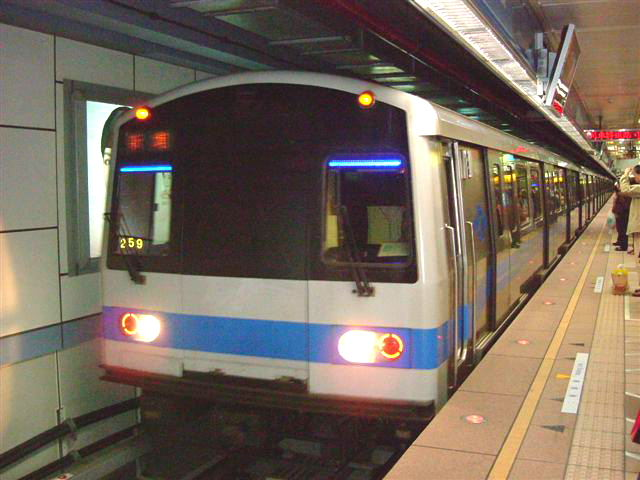
車內顯示器更新前的321型

2018年9月，隨著車站月台門全數興建完成，321型列車組車廂連接處紅色防墜彈簧全數拆除。
2020年5月，北捷首度在其官方app推出列車擁擠度查詢功能，優先選定搭乘人次最多的板南線試辦，該案由車輛處與資訊處合作開發，在本型車轉向架安裝一顆壓力感測器，將載重轉成電壓訊號，傳至車上設備做資訊整合再發送到遠端伺服器，將載重程度分類，供app查詢以及車站顯示器顯示，讓乘客得知每一節車廂的擁擠程度。

## 列車運用
| 編號                                | 製造年份 | 採購數量                                                   | 配置                  | 營運路線 |
| ----------------------------------- | -------- | ---------------------------------------------------------- | --------------------- | -------- |
| 101～116 175／176 119～138 141～144 | 1998年   | 中和線（CC361）8列 新店線（CH321）11列 南港線（CN331）17列 | █ 土城機廠 █ 南港機廠 | 板南線   |
| 139／140 145～172                   | 1999年   | 中和線（CC361）8列 新店線（CH321）11列 南港線（CN331）17列 | █ 土城機廠 █ 南港機廠 | 板南線   |

原本該款電聯車在初期路網時期每一條高運量路線均有配屬（僅新北投支線除外），亦有行駛過小碧潭支線（當時僅開放前面三節車廂供乘客搭乘，後三節車廂則不開放）；但是基於統一維修、調度、電聯車使用與司機員轉訓等因素考量，原本屬於新店機廠的321型計劃全數交給土城機廠。而所有行駛淡水線、新店線、中和線的321型列車2009年3月5日全數移交到板南線。

## 編組
|             | C321型 ←頂埔方向南港展覽館方向→ |                |                 |                 |                |                |
| 車廂編號    | 1 DM1                           | 2 T            | 3 M2            | 4 M2            | 5 T            | 6 DM1          |
| 形式區分    | 11xx (Mc)                       | 21xx (T)       | 31xx (M2)       | 31yy (M2)       | 21yy (T)       | 11yy (Mc)      |
| 車廂設備    | 無障礙設施                      |                |                 |                 |                | 無障礙設施     |
| 安裝機器    | VVVF,BC,HSCB                    | CP,Mtr,SIV     | VVVF,BC,HSCB,CP | VVVF,BC,HSCB,CP | CP,Mtr,SIV     | VVVF,BC,HSCB   |
| 車輛重量(t) | 39.5                            | 34             | 39.5            | 39.5            | 34             | 39.5           |
| 座位數      | 66                              | 66             | 66              | 66              | 66             | 66             |
| 車輛定員    | 368                             | 368            | 368             | 368             | 368            | 368            |
| 車輛編号    | 1101 : 1115                     | 2101 : 2115    | 3101 : 3115     | 3102 : 3116     | 2102 : 2116    | 1102 : 1116    |
| 車輛編号    | 1175（原1117）                  | 2175（原2117） | 3175（原3117）  | 3176（原3118）  | 2176（原2118） | 1176（原1118） |
| 車輛編号    | 1119 : 1171                     | 2119 : 2171    | 3119 : 3171     | 3120 : 3172     | 2120 : 2172    | 1120 : 1172    |

備註：車組117/118因鄭捷隨機殺人事件而改號175/176；將滑鼠游標移動到列車編號上可查看原編號。
- VVVF：變頻器
- Rc：整流器
- Mtr：主變壓器
- HSCB：斷路器
- SIV：靜態換流器
- CP：空氣壓縮機
- BC：補助電源用電池充電器
- ：輪椅固定裝置

## 彩繪列車
127/128  2025麻吉貓×捷米太空之旅彩繪

## 推進系統重置工程
本型列車自1999年投入營運以來，已經使用超過20年，包含C341型電車也行駛將近20年，推進系統有更新的必要，台北捷運公司於2021年2月首度公告招標，本案將C321與C341兩車型一同納入重置案中，同年5月10日開標，共有4家廠商投標包含台灣車輛公司、廣運機械、加拿大龐巴迪公司與西班牙鐵路建設和協助公司；臺灣車輛7月30日確定由承攬，採用瑞士ABB系統。本案是北捷繼淡水信義線C301型電車後，第二件推進系統更新案。
首列改造車組105/106自2022年11月進入北投機廠量測參數並實施推進系統重置，在2023年11月16日開始動態試車。2024年4月9日投入營運。
工作時程分 6 年辦理，規劃如下：
110 年度：完成初步規劃文件。
111 年度：完成 321 型 1 列車(原型車，編號105/106) 重置。
112 年度：完成 321 型 11 列車重置。
113 年度：完成 321 型 11 列車重置。
114 年度：完成 321 型 10 列車及 341 型 1 列車(原型車) 重置。
115 年度：完成 321 型 3 列車及 341 型 5 列車重置。